# Hans Boekman

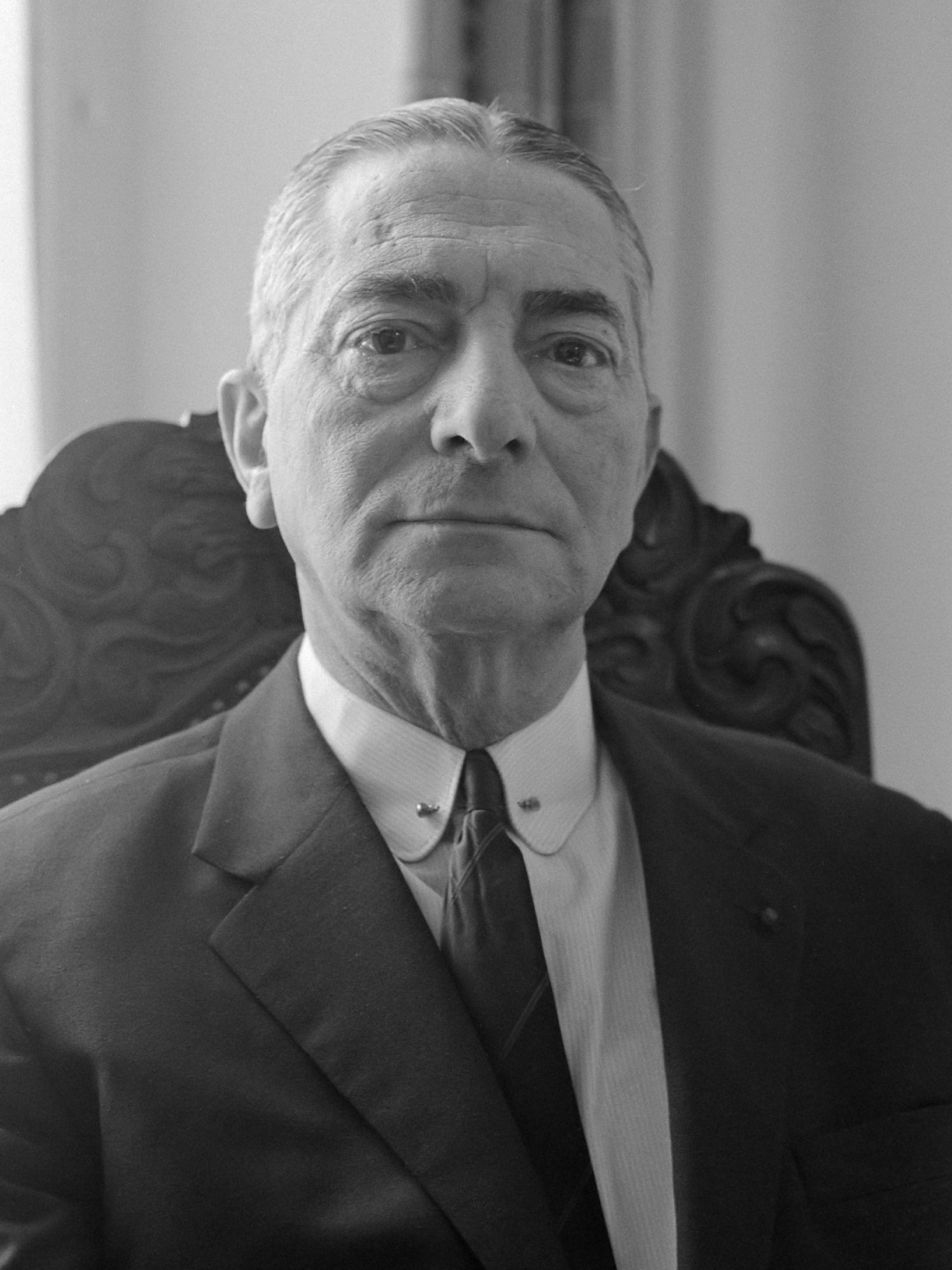
Hans Boekman (1966)

Samuël (Hans) Boekman (Amsterdam, 15 januari 1896 – Amstelveen, 21 augustus 1978) was een Nederlands voetbalscheidsrechter en filmproducent.

## Biografie
Hans Boekman was de zoon van Maurits Boekman en Heintje Peereboom.
Boekman floot één wedstrijd op de Olympische Zomerspelen 1928 en was tot 1937 actief als internationaal scheidsrechter.
Hij werkte voor de Arbeiders Jeugd Centrale totdat hij in 1936 bestuurslid werd van filmverhuurbedrijf en reizende bioscoop ARFI. Hij was ook hoofd van filmproductiemaatschappij France-Europe Film die onder meer de films Klokslag twaalf en De man zonder hart produceerde. In 1938 werd het bedrijf voortgezet als verhuurbedrijf Filmtrust en Boekman zou, met een onderbreking in de Tweede Wereldoorlog, tot 1975 directeur zijn van het bedrijf. Als producent maakte hij onder meer Ciske de Rat (1955) en Kleren maken de man (1957).
Boekman was vier keer gehuwd. In 1923 huwde hij in Berlijn met Elna Nathansen. Hierna was hij nog gehuwd met Tura Harhat en de actrices Nelly Ernst en Caro van Eyck. 